# グリッドロック (映画)
『グリッドロック』（原題：Gridlock'd）は、1997年制作のアメリカ合衆国の映画。
麻薬がはびこるアメリカ社会をブラックユーモアを交えて描いた作品。
主演のトゥパック・シャクールは本作完成直後の1996年9月13日に銃撃され死亡したため、彼の遺作となった。

## あらすじ
正反対な性格だが親友同士のスプーンとストレッチは、ドラッグを手に入れるためにいつも面倒を起こしていた。しかし、ある年の大晦日の夜、2人のバンド仲間のクッキーが、ドラッグの過剰摂取で意識不明の重体となってしまった。
医師から回復のめどはないと言われたスプーンは、きっぱりとドラッグから足を洗うことを決意する。
スプーンは最後のハイを楽しむために、高級車に乗った黒人を騙して金をせしめるが、それが麻薬の売人の元締めＤ・リーパーだったことから、ストレッチ共々様々なトラブルに巻き込まれることに。

## キャスト
- スプーン：トゥパック・シャクール（吹替：森川智之）
- ストレッチ：ティム・ロス（吹替：矢尾一樹）
- クッキー：タンディ・ニュートン（吹替：本田貴子）
- D・リーパー：ヴォンディ・カーティス＝ホール（吹替：水野龍司）
- チャールズ・フライシャー
- ハワード・ヘスマン
- ジェームズ・ピケンズ・Jr
- ジョン・セイルズ
- エリック・ペイン
- トム・トウルズ
- ジェームズ・シャンタ
- ケイシー・レモンズ
- ラスティ・シュウィマー
- リッチモンド・アークエット
- ルーシー・リュー
- トム・ライト

吹替その他、佐々木敏、青山穣、定岡小百合、星野充昭、樫井笙人、幸田夏穂、相沢正輝、後藤哲夫、坂口賢一、さとうあい、稲葉実、深水由美、竹若拓磨、伊藤栄次、火野カチコ